# Arctic Bay
Arctic Bay (česky „Ledová zátoka“) je malá eskymácká osada na severním pobřeží Baffinova ostrova v teritoriu Nunavut v Kanadě.

## Obyvatelstvo
V roce 2006 činila zdejší populace 690 osob, což je nárůst 6,8% oproti roku 2001.

## Historie
V okolí Arctic Bay se usídlovali první Eskymáci již před pěti tisíci let. Prvními Evropany, kteří toto místo spatřili, byla roku 1872 posádka velrybářské lodi kapitána Williema Adamse, který dal osadě její anglický název.

## Název
Eskymácký název pro Arctic Bay je „Ikpiarjuk“, což se dá přeložit jako "kapsa".

## Doprava
Doprava je možná po moři, ale existuje zde i letiště, odkud létají pravidelné spoje do hlavního města teritoria Nunavut Iqaluitu.

## Vybavení
Kromě letiště je zde také škola a nemocnice.